# Eidophasia aereolella
Eidophasia aereolella är en fjärilsart som beskrevs av Lhomme 1949. Eidophasia aereolella ingår i släktet Eidophasia och familjen Plutellidae. Inga underarter finns listade i Catalogue of Life.